# Crash Course (2002)
Crash Course – cykl składanek zespołu Marillion. Służy ona pokazaniu potencjalnemu słuchaczowi, jaka jest muzyka Marillion. 

## Lista utworów
1. Between You and Me (Live)
2. This Is the 21st Century
3. Rich
4. Man of a Thousand Faces
5. Out of This World
6. Afraid of Sunlight
7. The Great Escape
8. Easter